# Classe Cariddi
Le unità della Classe Cariddi, costituita dalle navi Scilla e Cariddi, erano due cannoniere della Regia Marina realizzate nel Regio Cantiere navale di Castellammare di Stabia

## Progetto
Le unità di questa classe realizzate su progetto di Benedetto Brin, direttore del Genio Navale, erano il frutto di una corrente di pensiero, molto dibattuta insieme a quella della difesa delle coste, che sosteneva che fosse primaria funzione della Regia Marina la costruzione, oltre che di unità della forza navale da battaglia, anche quella di navi da crociera, queste ultime quali strumenti utili per l’espansione coloniale e la difesa degli interessi e del prestigio nazionale sui mari del mondo.

## Caratteristiche
Le unità di questa classe avevano scafo in legno con corazzatura in ferro. La propulsione era costituita da due caldaie, alimentate a carbone, che fornivano il vapore necessario ad una motrice alternativa, dalla potenza di 835 HP, che agendo sull'unica elica permettevano di raggiungere una velocità massima di 10 nodi. L'armamento velico ausiliario era da brigantino a palo con trinchetto e maestra a vele quadre, e albero di mezzana e bompresso a vele auriche.
L'armamento era costituito da un cannone da 160 mm ad avancarica e due cannoni da 120 mm a retrocarica.

## Servizio
Le due unità entrarono in servizio nel 1876 con la Regia Nave Scilla  che appena entrata in servizio inviato nel Mar Rosso, dove con l'occupazione di Massaua venne impiegato dal Servizio Idrografico per il rilievo di quel porto e della baia e che dopo essere stata inviata nel 1882, in Sud America, operando, in qualità di nave stazionaria tra ill Brasile e il Perù insieme alla fregata Governolo e alla corvetta Archimede venne trasformata in nave idrografica nel 1891 e in quello stesso anno nuovamente inviata nel Mar Rosso per una campagna idrografica con lo scopo di completare i rilievi costieri a Massaua, nel Golfo di Zula e nelle Isole Dahlak, partecipando a tre successive campagne fino al 1895, impiegato, oltre che per rilievi idrografici, anche in compiti di repressione della pirateria e di contrasto al traffico degli schiavi, attività molto attive in quei mari e nella repressione del contrabbando, spingendosi fino a Zanzibar.

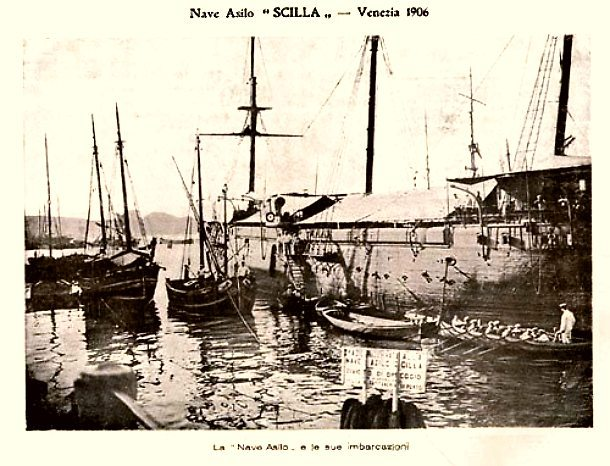
La nave dopo la riconversione a nave asilo

Dopo il disarmo nel 1903 e la radiazione dai quadri del Naviglio Militare il 22 maggio 1904, l'11 luglio 1905 andò in concessione alla "Società Regionale di Pesca ed Acquicoltura" di Venezia che ne fece un asilo per gli orfani dei pescatori, ospitando in seguito anche orfani di marinai periti nel terremoto di Messina del 1908.
Nel 1923 con l'affermarsi in Italia del regime fascista tutte le navi italiane destinate ad asilo e scuole entrarono a far parte dall'Opera Nazionale Balilla e la nave Scilla, riconsegnata alla Regia Marina, venne avviata alla demolizione.
Nave Cariddi, nell'ottobre 1883 venne inviata nella baia di Assab in sostituzione dell'Ettore Fieramosca e nel 1885, al comando del capitano di corvetta Stanislao Greco,  operò nel Mar Rosso, in sostituzione della cannoniera Andrea Provana, per il contrasto al traffico degli schiavi. Allo stesso comandante Stanislao Greco venne affidata l'inchiesta per far luce sull'eccidio di Gialdessa, avvenuto il 9 aprile 1886 in cui vennero massacrati tutti gli otto componenti di una spedizione scientifico-commerciale nella Regione di Harar, in Etiopia, guidata da Gian Pietro Porro, che aveva organizzato la spedizione in qualità di presidente della "Società d'Esplorazione Commerciale in Africa" di Milano. Il massacro avvenne ad opera di un gruppo di somali Issa, armati dal locale emiro, che vide in quella carovana l'avanguardia di una spedizione di conquista italiana.
La nave, arenatasi a 70 miglia a nord di Massaua venne demolita in quel porto nel dicembre 1900.